# Berufsgrundbildungsjahr
Das Berufsgrundbildungsjahr (BGJ) und das Berufsvorbereitungsjahr (BVJ) bieten die Möglichkeit für Schulabgänger, die keine reguläre Lehrstelle gefunden haben, ein staatliches Ausbildungsjahr bzw. berufsvorbereitendes Jahr an einer Berufsschule zu absolvieren.
In einigen Bundesländern ist es Pflicht, ein solches Jahr zu absolvieren, wenn die Berufsschulpflicht noch nicht erfüllt wurde.

## Berufsgrundbildungsjahr
Das Berufsgrundbildungsjahr gilt je nach Richtung (z. B. Wirtschaft und Verwaltung → kaufmännisch) als erstes Ausbildungsjahr dieser Richtung und kann entsprechend angerechnet werden. In den meisten alten Bundesländern ist diese Anrechnung durch den Ausbildungsbetrieb, der einen nach dieser Maßnahme als Auszubildenden ausbildet, Pflicht. In allen anderen Bundesländern ist es eine „Kann-Bestimmung“.
Es entspricht dem Realschulniveau.

## Berufsvorbereitungsjahr
Das Berufsvorbereitungsjahr ist ein vorbereitendes Jahr und kann nicht als erstes Ausbildungsjahr angerechnet werden, jedoch bietet sich hier für Schulabbrecher die Möglichkeit, den Hauptschulabschluss nachzuholen. In Nordrhein-Westfalen läuft dies unter der Bezeichnung „Berufsorientierungsjahr“, in Schleswig-Holstein „Ausbildungsvorbereitendes Jahr (AvJ)“. Es entspricht demzufolge Hauptschulniveau.
In manchen Bundesländern (z. B.: Sachsen) gibt es eine Ausbildungsplatzförderung – beispielsweise in Form eines einmaligen Zuschusses – für diejenigen Unternehmen, die diese Absolventen übernehmen. In dem Berufsvorbereitungsjahr gibt es kein Gehalt.

## Geschichte
Die Einführung des Berufsgrundbildungsjahres als erstes Jahr der Berufsausbildung gehört zu den bedeutendsten bildungspolitischen Vorhaben, die vom Bund, den Ländern, den Gewerkschaften, den Arbeitgeberverbänden und den politischen Parteien gestützt und getragen werden.
Die Ziele des BGJ waren 1978:
- Selbsterfahrung der Jugendlichen in einem Berufsfeld und nicht zu frühe Festlegung auf einen Einzelberuf, um eine Verbesserung der Berufswahl im Sinne einer gestuften Berufswahlentscheidung zu erreichen,
- Verbindung von Elementen beruflicher und allgemeiner Bildung mit dem Ziel, in der Ausbildung Abschlüsse zu schaffen, die gleiche Chancen wie vergleichbare allgemeine Schulabschlüsse eröffnen. Außerdem wird die Möglichkeit geboten, dass Jugendliche ohne schulischen Abschluss diesen nachholen können,
- Vermittlung einer breiten beruflichen Grundbildung, die den Übergang von der schulischen Allgemeinbildung in die Berufswelt erleichtert,
- Vorbereitung und nicht zu frühe Spezialisierung der Eingangsstufe der Berufsausbildung mit dem Ziel einer verbesserten beruflichen Mobilität und Flexibilität.

Die berufliche Grundbildung kann sowohl vollzeitschulisch als auch in Betrieb und Berufsschule (kooperative Form der dualen Ausbildung) vermittelt werden. Von den 628.000 Schülern die 1977 ein Berufsgrundbildungsjahr ableisteten, nahmen 52 Prozent an der vollzeitschulischen Form teil. 5300 Schüler (8 Prozent) absolvierten ein Berufsgrundbildungsjahr in kooperativer Form und 40 Prozent der Schüler nutzten die verschiedenen Sonderformen des Berufsgrundbildungsjahres.

### Anrechnungsverordnung
Ab 1978 trat die Anrechnungsverordnung in Kraft. Danach sind die Unternehmen verpflichtet, das Berufsgrundbildungsjahr ganz oder teilweise auf die Berufsausbildungsdauer anzurechnen. Die Industrie und das Handwerk schufen eigene Richtlinien zur Anrechnung des BGJ bei der Ausbildungszeit, da sie die Auffassung vertraten, die damit verbundene Verkürzung der betrieblichen Ausbildungszeit wäre nicht zu verantworten. So kam es vor, dass Auszubildende die direkt von der Hauptschule kamen, denen vorgezogen wurden, die ein Berufsgrundbildungsjahr absolviert hatten, das auf die Ausbildungszeit anzurechnen gewesen wäre. Die Gewerkschaften traten für die volle Anrechnung des Berufsgrundbildungsjahres auf die Ausbildungszeit ein und plädierten auch dafür, dass sich dieses BGJ nicht an eine Pflichtschulzeit von 9 Jahren, sondern von 10 Jahren in der Hauptschule anschließe.
Aufgrund des Berufsbildungsreformgesetzes ist eine Anrechnung vom 1. August 2009 an nur noch mit Zustimmung des Ausbildungsbetriebes möglich.